# Côte est des États-Unis

Carte mettant en valeur les États de la côte est. Le rouge clair délimite les États aussi assimilés au Sud, à cause de leur passé Confédéré.

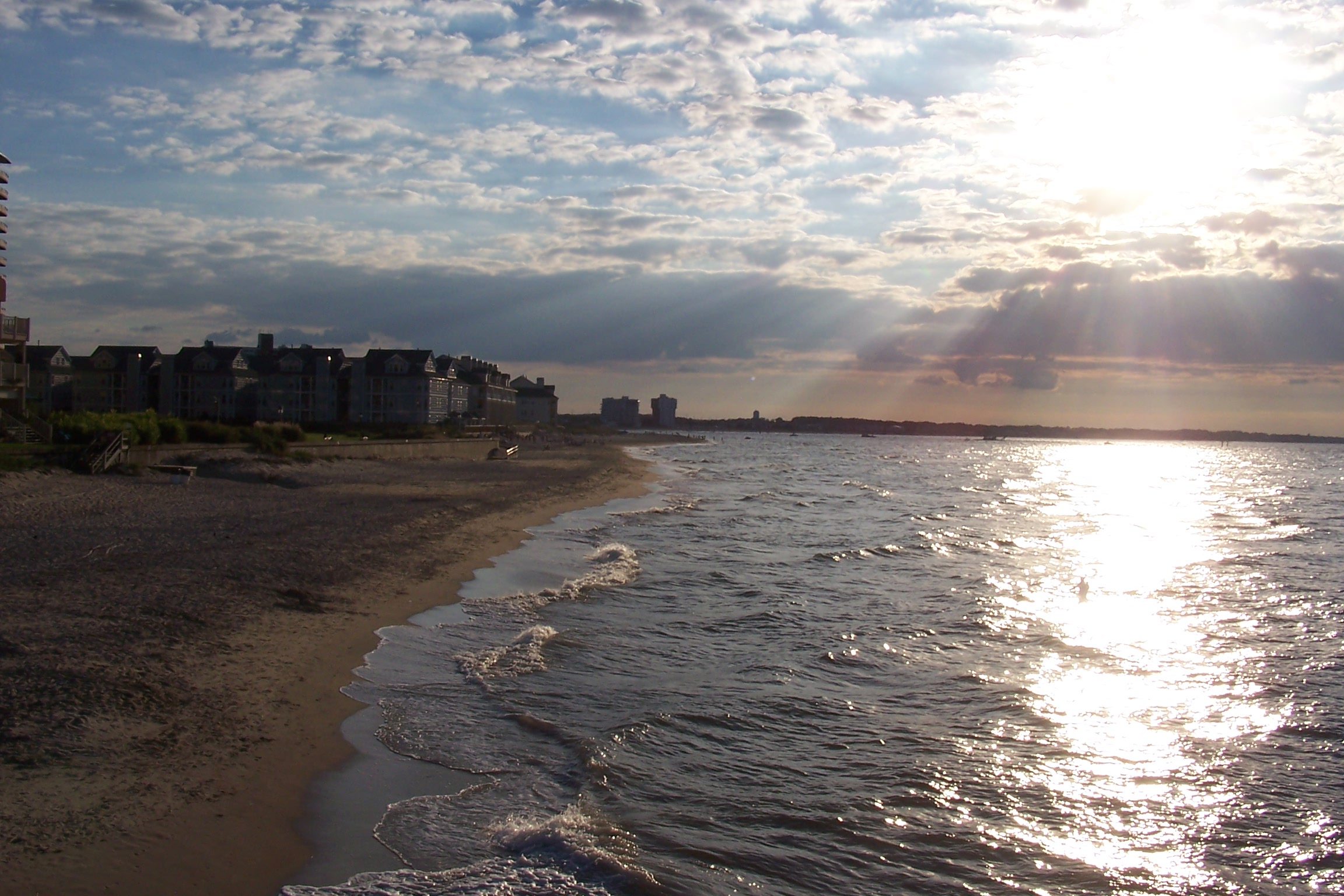
Virginia Beach sur la côte est des États-Unis.

La côte est des États-Unis (en anglais : East Coast of the United States), parfois appelée simplement côte Est, borde le littoral américain de l'océan Atlantique.

## Définition
Littéralement, le nom peut se rapporter à la côte entière, mais dans la langue courante ainsi que dans le langage familier et soutenu, il désigne plutôt la moitié septentrionale de cette région. Selon cette définition, la côte Est s'étend de l'État du Maine à la ville de Washington. C'est la région du pays avec la densité de population la plus élevée, car elle comprend les grandes villes de Boston, New York, Philadelphie et Washington. Elle est parfois opposée à la côte Ouest. 
Si le terme est utilisé dans un sens strictement géographique, la côte Est contient aussi les États de la Virginie, les Carolines (du Nord et du Sud), de la Géorgie, et de la Floride. Pourtant, les derniers États sont généralement classés dans la région du Sud (ou Sud-Est) au lieu de la côte Est.

## Politique
Le nord-est des États-Unis est souvent considérée comme étant la région géographique la plus progressiste du pays, votant généralement pour le Parti démocrate. 
Ainsi, le Massachusetts fut le premier État américain à avoir légalisé le mariage homosexuel en novembre 2003. Puis le Connecticut, le Vermont, le New Hampshire, l'État de New York et le Maine ont été parmi les dix premiers États à l'avoir imité entre 2008 et 2012. En 2017, la Géorgie était le seul État de la côte Est à encore s'y opposer.